# Brussels Cycling Classic
De Brussels Cycling Classic, voorheen Parijs-Brussel genoemd, is een wielerwedstrijd die wordt verreden in en rond de Belgische hoofdstad Brussel.

## Geschiedenis

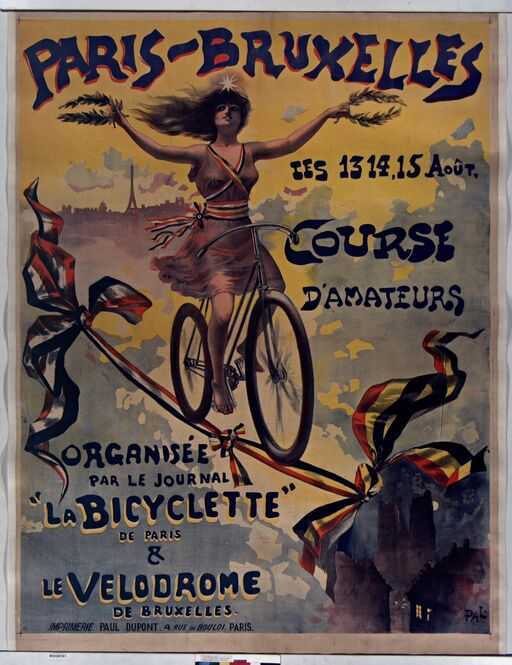
Affiche voor de editie van 1893

Hoewel de wedstrijd een rijke geschiedenis heeft, behoort deze niet tot het rijtje van de erkende wielerklassiekers. Oorspronkelijk startte de wedstrijd in Parijs, maar later werd een stuk noordelijker gestart in Frankrijk, meer in de nabijheid van Disneyland Paris. De finish in 2007 lag vlak bij het Atomium in Brussel.
Met zijn lengte van +/- 300 kilometer was Parijs - Brussel samen met Milaan-San Remo een van de langste klassiekers. In de beginjaren tussen 1893 en 1938 bedroeg de afstand om en nabij de 400 km. Sinds 1990 situeerde de afstand van deze wedstrijd zich rond de 250 km, om nadien sinds 2003 (226 km) nog in afstand te verminderen.
Sinds 2005 maakt de wedstrijd deel uit van het Europese continentale circuit. Er waren plannen om de wedstrijd samen te voegen met de Grote Prijs Eddy Merckx, maar dit ging niet door.
In 2013 onderging deze wedstrijd een grondige aanpassing, kreeg een naamsverandering naar Brussels Cycling Classic en wordt nu volledig gereden op Belgisch grondgebied.

## Lijst van winnaars

### Meervoudige winnaars
| Overwinningen | Renner           | Land       | Jaren                        |
| ------------- | ---------------- | ---------- | ---------------------------- |
| 5             | Robbie McEwen    | Australië  | 2002, 2005, 2006, 2007, 2008 |
| 3             | Octave Lapize    | Frankrijk  | 1911, 1912, 1913             |
| 3             | Félix Sellier    | België     | 1922, 1923, 1924             |
| 2             | Frans Bonduel    | België     | 1934, 1939                   |
| 2             | Briek Schotte    | België     | 1946, 1952                   |
| 2             | Marcel Hendrickx | België     | 1954, 1955                   |
| 2             | Rik Van Looy     | België     | 1956, 1958                   |
| 2             | Felice Gimondi   | Italië     | 1966, 1976                   |
| 2             | Ludo Peeters     | België     | 1977, 1979                   |
| 2             | Rolf Sørensen    | Denemarken | 1992, 1994                   |
| 2             | André Greipel    | Duitsland  | 2013, 2014                   |
| 2             | Tom Boonen       | België     | 2012, 2016                   |
| 2             | Arnaud Démare    | Frankrijk  | 2017, 2023                   |
| 2             | Tim Merlier      | België     | 2020, 2025                   |

### Overwinningen per land
| Overwinningen | Land                                        |
| ------------- | ------------------------------------------- |
| 49            | België                                      |
| 17            | Frankrijk                                   |
| 9             | Italië                                      |
| 7             | Australië, Nederland                        |
| 4             | Duitsland                                   |
| 3             | Denemarken, Luxemburg                       |
| 1             | Letland, Noorwegen, Rusland, Spanje, Zweden |